# Sébastien de Chaunac
Sébastien de Chaunac (* 7. Oktober 1977 in Nevers) ist ein ehemaliger französischer Tennisspieler.

## Karriere

### College Tennis
Sébastien de Chaunac spielte an der University of Mississippi College-Tennis für die dortige Mannschaft. Während seiner Zeit gewann er 2007 die Mannschaftswertung der Southeastern Conference Championships und führte sie in das NCAA Halbfinale. Zudem war er Southeastern Conference Einzelsieger und stand im Halbfinale der NCAA Championships.

### Profi-Tour
De Chaunac spielte zu Beginn seiner Profikarriere hauptsächlich unterklassige Turniere der ITF Future Tour sowie ATP Challenger Tour. Auf der Future Tour konnte er vier Einzel- und einen Doppeltitel gewinnen.
Bereits 1999 kam de Chaunac zu seiner Premiere bei einem Grand-Slam-Turnier. Er erhielt mit Arnaud Clément eine Wildcard für das Doppelfeld der French Open, schied jedoch in der ersten Runde aus. Im Einzel konnte er sich 2001 für die erste Runde der US Open qualifizieren, die er gegen Marat Safin klar in drei Sätzen verlor. Sein erster Sieg bei Grand Slams gelang ihm 2002 bei den French Open, als er einen Zweisatzrückstand noch drehen konnte und in fünf Sätzen gegen Michael Chang, die frühere Nummer 2 der Weltrangliste gewinnen konnte. Im selben Jahr feierte de Chaunac in Sopot sein Debüt auf der ATP World Tour. Als Qualifikant scheiterte er in der ersten Runde jedoch an dem topgesetzten Jiří Novák in drei Sätzen. Seinem ersten Auftritt bei den French Open folgten noch drei weitere in den Jahren 2003, 2004 und 2009, von denen er kein Match gewinnen konnte.
2003 konnte er seinen ersten Erfolg auf der Challenger Tour feiern, als er in Mandeville die Doppelkonkurrenz gewinnen konnte. Auf seinen ersten Titel im Einzel musste er ein Jahr länger warten. In Dallas setzte er sich im Finale gegen Amer Delić durch und verlor im gesamten Turnier keinen Satz. Wieder ein Jahr später konnte er seinen zweiten Titel mit Michal Mertiňák im Doppel in Heilbronn gewinnen.
Eine Überraschung gelang ihm 2009 bei den Australian Open. Als Nummer 253 der Welt kämpfte er sich durch die Qualifikation und traf in der ersten Runde auf Steve Darcis, damals die Nummer 57 der Welt. Er konnte sich in fünf Sätzen durchsetzen und schaffte zum zweiten Mal den Einzug in die zweite Runde eines Grand Slams. Dort unterlag er dem gesetzten US-Amerikaner James Blake glatt in drei Sätzen. Nachdem er 2010 bei den Wimbledon Championships in der zweiten Runde der Qualifikation gegen Ramón Delgado scheiterte beendete de Chaunac seine aktive Karriere. Seine beste Einzelplatzierung war ein 130. Rang im Jahr 2009, im Doppel konnte er den 265. Rang erreichen.

## Erfolge
| Legende (Anzahl der Siege)  |
| Grand Slam                  |
| ATP World Tour Finals       |
| ATP World Tour Masters 1000 |
| ATP World Tour 500          |
| ATP World Tour 250          |
| ATP Challenger Tour (3)     |

### Einzel

#### Turniersiege
| Nr. | Datum           | Turnier | Belag     | Finalgegner | Ergebnis  |
| --- | --------------- | ------- | --------- | ----------- | --------- |
| 1.  | 7. Februar 2004 | Dallas  | Hartplatz | Amer Delić  | 6:4, 7:63 |

### Doppel

#### Turniersiege
| Nr. | Datum              | Turnier    | Belag       | Partner         | Finalgegner                   | Ergebnis        |
| --- | ------------------ | ---------- | ----------- | --------------- | ----------------------------- | --------------- |
| 1.  | 21. September 2003 | Mandeville | Hartplatz   | Zack Fleishman  | Benedikt Dorsch Matija Zgaga  | 6:73, 7:62, 6:3 |
| 2.  | 30. Januar 2005    | Heilbronn  | Teppich (i) | Michal Mertiňák | Gilles Elseneer Gilles Müller | 6:2, 3:6, 6:3   |

## Persönliches
Sein Vater Hugues de Chaunac, ein ehemaliger Rennfahrer, gründete 1973 das französische Motorsportteam und Rennwagenhersteller Oreca.